# 98 v. Chr.
Portal Geschichte | Portal Biografien | Aktuelle Ereignisse | Jahreskalender | Tagesartikel

◄ |
2. Jahrhundert v. Chr. |
1. Jahrhundert v. Chr. |
1. Jahrhundert |
►

◄ | 110er v. Chr. | 100er v. Chr. | 90er v. Chr. | 80er v. Chr. |
70er v. Chr. |
►

◄◄ | ◄ | 101 v. Chr. | 100 v. Chr. | 99 v. Chr. | 98 v. Chr. |
97 v. Chr. |
96 v. Chr. |
95 v. Chr. |
► |
►►
Staatsoberhäupter

## Ereignisse
- Der Senat von Rom verabschiedet ein Gesetz, das Menschenopfer verbietet.
- Sergius Orata erfindet die Warmluftheizung.

## Geboren
- Lucius Domitius Ahenobarbus, römischer Politiker († 48 v. Chr.)
- um 98 v. Chr.: Terentia, Ehefrau des Cicero († 4 n. Chr.)

## Gestorben
- Kaika, japanischer Kaiser (* 208 v. Chr.)